# Persone di nome Brett
| Questa pagina contiene informazioni ricavate automaticamente dalle voci biografiche con l'ausilio del template Bio e di un bot. L'aggiornamento è periodico e automatico e ricostruisce completamente la pagina. Se manca una persona in questa lista, sei pregato di non aggiungerla, ma accertati piuttosto che la sua voce biografica contenga il template Bio e che i dati anagrafici siano correttamente compilati. Se il template Bio manca, inseriscilo tu stesso o, in alternativa, metti l'avviso {{tmp\|Bio}} che ne segnala la mancanza. Se i dati riportati sono sbagliati, correggi direttamente la voce biografica; le modifiche saranno visibili in questa lista entro pochi giorni. Per chiarimenti vedi il progetto antroponimi. La lista contiene solo le 91 persone che sono citate nell'enciclopedia e per le quali è stato implementato correttamente il template Bio. Pagina aggiornata al 6 ago 2025. |

Questa è una lista di persone presenti nell'enciclopedia che hanno il nome Brett, suddivise per attività principale.

## Allenatori di hockey su ghiaccio(1)
- Brett McLean, allenatore di hockey su ghiaccio e ex hockeista su ghiaccio canadese (Comox, n. 1978)

## Astronomi(1)
- Brett James Gladman, astronomo canadese (n. 1966)

## Attori(13)
- Brett Climo, attore australiano (Sydney, n. 1964)
- Brett Dalton, attore statunitense (San Jose, n. 1983)
- Brett Davern, attore statunitense (Edmonds, n. 1992)
- Brett DelBuono, attore statunitense (Bristol, n. 1992)
- Brett Dier, attore canadese (London, n. 1990)
- Brett Gelman, attore e comico statunitense (Highland Park, n. 1976)
- Brett Goldstein, attore, comico e sceneggiatore britannico (Londra, n. 1980)
- Brett Gray, attore statunitense (n. 1997)
- Brett Halsey, attore statunitense (Santa Ana, n. 1933)
- Brett Kelly, attore canadese (Vancouver, n. 1993)
- Brett King, attore statunitense (Ocean Beach, n. 1920 - Palm Beach, † 1999)
- Brett Tucker, attore australiano (Melbourne, n. 1972)
- Brett Williams, attore e regista sudafricano (Città del Capo, n. 1975)

## Attrici(1)
- Brett Butler, attrice e scrittrice statunitense (Montgomery, n. 1958)

## Batteristi(1)
- Brett Reed, batterista statunitense (Oakland, n. 1972)

## Calciatori(7)
- Brett Angell, ex calciatore inglese (Marlborough, n. 1968)
- Brett Emerton, ex calciatore australiano (Sydney, n. 1979)
- Brett Evans, ex calciatore sudafricano (Johannesburg, n. 1982)
- Brett Holman, ex calciatore australiano (Bankstown, n. 1984)
- Brett Levis, calciatore canadese (Saskatoon, n. 1993)
- Brett Ormerod, ex calciatore inglese (Blackburn, n. 1976)
- Brett Pitman, calciatore inglese (Saint Helier, n. 1988)

## Cantanti(5)
- Brett Anderson, cantante statunitense (Bloomington, n. 1979)
- Brett Anderson, cantante britannico (Haywards Heath, n. 1967)
- Brett Dennen, cantante, chitarrista e compositore statunitense (Oakdale, n. 1979)
- Brett Manning, cantante statunitense (Nashville, n. 1966)
- Brett Scallions, cantante e chitarrista statunitense (Brownsville, n. 1971)

## Cantautori(3)
- Brett Eldredge, cantautore statunitense (Paris, n. 1986)
- Brett Kissel, cantautore canadese (St. Paul, n. 1990)
- Brett Young, cantautore statunitense (Anaheim, n. 1981)

## Cestisti(8)
- Brett Blizzard, ex cestista statunitense (Tallahassee, n. 1980)
- Brett Brown, ex cestista, allenatore di pallacanestro e dirigente sportivo statunitense (Rockland, n. 1961)
- Brett Eppehimer, ex cestista statunitense (Pottstown, n. 1976)
- Brett Maher, ex cestista australiano (Adelaide, n. 1973)
- Brett Prahl, ex cestista statunitense (East Troy, n. 1994)
- Brett Roberts, ex cestista e ex giocatore di baseball statunitense (Portsmouth, n. 1970)
- Brett Szabo, ex cestista statunitense (Postville, n. 1968)
- Brett Vroman, ex cestista statunitense (Hollywood, n. 1955)

## Chitarristi(2)
- Brett Garsed, chitarrista australiano (Victoria, n. 1963)
- Brett Gurewitz, chitarrista statunitense (Los Angeles, n. 1962)

## Ciclisti su strada(1)
- Brett Lancaster, ex ciclista su strada e pistard australiano (Shepparton, n. 1979)

## Combinatisti nordici(1)
- Brett Camerota, ex combinatista nordico statunitense (Salt Lake City, n. 1985)

## Direttori d'orchestra(1)
- Brett Dean, direttore d'orchestra, violista e compositore australiano (Brisbane, n. 1961)

## Discoboli(1)
- Brett Morse, discobolo britannico (n. 1989)

## Ginnasti(1)
- Brett McClure, ex ginnasta statunitense (Yakima, n. 1981)

## Giocatori di baseball(3)
- Brett Cecil, giocatore di baseball statunitense (Dunkirk, n. 1986)
- Brett Gardner, giocatore di baseball statunitense (Holly Hill, n. 1983)
- Brett Phillips, giocatore di baseball statunitense (Seminole, n. 1994)

## Giocatori di calcio a 5(1)
- Brett Duval, ex giocatore di calcio a 5 australiano (n. 1968)

## Giocatori di curling(1)
- Brett Gallant, giocatore di curling canadese (Charlottetown, n. 1990)

## Giocatori di football americano(11)
- Brett Favre, ex giocatore di football americano statunitense (Gulfport, n. 1969)
- Brett Goode, giocatore di football americano statunitense (Fort Smith, n. 1984)
- Brett Hunchak, giocatore di football americano canadese (Calgary, n. 1995)
- Brett Hundley, giocatore di football americano statunitense (Chandler, n. 1993)
- Brett Keisel, ex giocatore di football americano statunitense (Provo, n. 1978)
- Brett Kern, giocatore di football americano statunitense (Grand Island, n. 1986)
- Brett Maher, giocatore di football americano statunitense (Fremont, n. 1989)
- Mason Rudolph, giocatore di football americano statunitense (Rock Hill, n. 1995)
- Brett Rypien, giocatore di football americano statunitense (Spokane, n. 1996)
- Brett Swain, giocatore di football americano statunitense (Asheville, n. 1985)
- Brett Toth, giocatore di football americano statunitense (Charleston, n. 1996)

## Giornalisti(1)
- Brett Shapiro, giornalista e scrittore statunitense (Filadelfia, n. 1955)

## Giuristi(1)
- Brett Kavanaugh, giurista e avvocato statunitense (Washington, n. 1965)

## Hockeisti su ghiaccio(1)
- Brett Hull, ex hockeista su ghiaccio statunitense (Belleville, n. 1964)

## Illustratori(1)
- Brett Helquist, illustratore statunitense (Ganado, n. 1965)

## Maratoneti(1)
- Brett Robinson, maratoneta e mezzofondista australiano (Canberra, n. 1991)

## Nuotatori(1)
- Brett Hawke, ex nuotatore australiano (Sydney, n. 1975)

## Pallavolisti(2)
- Brett Dailey, pallavolista canadese (Toronto, n. 1983)
- Brett Walsh, pallavolista canadese (Calgary, n. 1994)

## Piloti motociclistici(1)
- Brett McCormick, pilota motociclistico canadese (Saskatoon, n. 1991)

## Pistard(2)
- Brett Aitken, ex pistard australiano (Adelaide, n. 1971)
- Brett Dutton, ex pistard australiano (n. 1966)

## Pittori(1)
- Brett Whiteley, pittore, scultore e disegnatore australiano (Sydney, n. 1939 - Wollongong, † 1992)

## Registi(3)
- Brett Leonard, regista, sceneggiatore e produttore cinematografico statunitense (Toledo, n. 1959)
- Brett Morgen, regista statunitense (Los Angeles, n. 1968)
- Brett Ratner, regista, produttore cinematografico e produttore televisivo statunitense (Miami Beach, n. 1969)

## Rugbisti a 13(1)
- Brett Papworth, rugbista a 13, rugbista a 15 e dirigente sportivo australiano (Sydney, n. 1963)

## Rugbisti a 15(2)
- Brett Harvey, ex rugbista a 15 neozelandese (Palmerston North, n. 1959)
- Brett Robinson, ex rugbista a 15, dirigente sportivo e medico australiano (Toowoomba, n. 1970)

## Sciatori alpini(2)
- Brett Fischer, ex sciatore alpino statunitense (n. 1977)
- Brett Grabowski, ex sciatore alpino statunitense (n. 1970)

## Scrittori(2)
- Brett Battles, scrittore statunitense (Ridgecrest, n. 1965)
- Brett Halliday, scrittore statunitense (Chicago, n. 1904 - Santa Barbara, † 1977)

## Tastieristi(1)
- Brett Tuggle, tastierista statunitense (Denver, n. 1951 - † 2022)

## Tennisti(1)
- Brett Steven, ex tennista neozelandese (Auckland, n. 1969)

## Wrestler(2)
- Dalton Castle, wrestler statunitense (Rochester, n. 1986)
- Brett DiBiase, ex wrestler statunitense (Clinton, n. 1988)

## Youtuber(1)
- Brett Cooper, youtuber e attrice statunitense (Bellingham, n. 2001)

## Senza attività specificata(1)
- Brett Wickens, grafico e direttore artistico canadese (Ontario, n. 1961)